# Bőrrák
A bőrrák a rák olyan csoportja, amely a bőrben keletkezik. A túlburjánzó sejtek kialakulása miatt a szervezet többi részeire is átterjedhet, mivel ezek a rákos sejtek képesek megtámadni más sejteket. A bőrráknak három fő csoportját különböztethetjük meg: bazális sejtrák, pikkelysejtes bőrrák, illetve a melanóma. Ezek közül az első kettő ritkábban fordul elő, ezért ezeket az angol nyelvterületeken: nonmelanoma skin cancer (NMSC), azaz nem melanómatípusú bőrrák néven is szokták nevezni. A bazális sejtrák képes a körülötte elhelyezkedő sejteket és szöveteket lassanként károsítani, ám arra nem, hogy a szervezet távolabbi szöveteit is megtámadja, valamint nem valószínű a rák miatti halálozás ennél a típusnál. Kinézetre egy vöröses kidudorodás a bőrön, melynek felülete lehet fényes és hajszálerek is láthatóak egyes esetekben. A pikkelysejtes bőrrák ezzel szemben képes arra, hogy elburjánozzon a test más területein elhelyezkedő szövetekben is. Tapintásra egy kemény csomó érzékelhető, amelynek teteje gyakran pikkelyes. A melanóma a bőrrák legagresszívebb fajtája. Külsőleg úgy néz ki, mint egy anyajegy, ám a mérete annak többszöröse is lehet, megváltozhat az alakja, a színe és szélei elmosódottá válhatnak, többféle színben is előfordulhat. Viszkethet, illetve vérezhet is.
A bőr rákos megbetegedéseinek több mint 90 százalékáért a Napból érkező ultraibolya sugárzás a felelős. A napfénynek való kitettség mindhárom bőrrák típusnál megnöveli a kialakulás veszélyét. A bőrrák kialakulásának esélyeit az elvékonyodó ózonréteg is megnöveli. Az ultraibolya sugárzás másik fő forrásai napjainkban a szoláriumok. A melanóma és a bazális sejtrák kialakulásánál a gyermekkorban a bőrfelszínt érő ibolyántúli sugárzás különösen károsan hat. Az anyajegyek mintegy 20-30 százaléka a napsugárzás hatására melanómává képes változni. Azok az emberek, akik világosabb bőrűek, vagy esetleg valamilyen immunrendszert gyengítő betegségben szenvednek, mint amilyen a HIV/AIDS-vírus is, azok fokozottan veszélyeztetettek. A bőrrák diagnosztizálása biopsziával történik.
Az ultraibolya sugárzásnak való kitettség csökkentése (például magas faktorszámú naptej használata) hatékony módja lehet a melanómák és a pikkelysejtes bőrrák kialakulásának megelőzésében. Az még nem bizonyított, hogy a naptej használata bármilyen módon is csökkenteni tudja a bazális sejtrák kialakulását. A nem melanóma-típusú bőrrákok általában gyógyíthatóak. A kezelést elsősorban sebészi úton történő eltávolítás jelenti, melyet esetenként sugárkezelés is kiegészíthet, illetve bizonyos helyi gyógyszerek alkalmazása jelentheti, mint amilyen például a fluorouracil. A melanómák kezelését elsődlegesen sebészi beavatkozások jelentik, amit sugárterápia, kemoterápia, illetve célzott molekuláris terápia egészíthet ki. Azon betegek számára, akiknek a szervezetében elterjedt a rák, enyhítő kezelések javallottak, amelyek segítségével életminőségük javulhat. A bőrrák rendelkezik az egyik legmagasabb túlélési aránnyal, mivel az Egyesült Királyságban a betegek, mintegy 80 százaléka, az Amerikai Egyesült Államokban, pedig a betegek, mintegy 90 százaléka a betegség diagnosztizálását követő ötödik évben még mindig életben van.
A bőrrák az egyik leggyakoribb rákos megbetegedés, az esetek, mintegy 40%-át teszi ki. A leggyakoribb fajtái a nem-melanóma típusú bőrrákok, melyek évente legalább mintegy 2-3 millió embernél alakulnak ki. Azonban ez csupán durva becslés, mivel pontos adatok erről nem fellelhetőek. A nem-melanóma típusú bőrrákos megbetegedések mintegy 80 százaléka a bazális sejtrák és csupán 20 százalékát teszik ki a pikkelysejtes megbetegedések.

## Fordítás
- Ez a szócikk részben vagy egészben  a   Skin cancer című angol Wikipédia-szócikk ezen változatának fordításán alapul.  Az eredeti cikk szerkesztőit annak laptörténete sorolja fel. Ez a jelzés csupán a megfogalmazás eredetét és a szerzői jogokat jelzi, nem szolgál a cikkben szereplő információk forrásmegjelöléseként.